# Barnwell (South Carolina)
Barnwell ist eine Stadt im US-Bundesstaat South Carolina. Die Stadt ist der Verwaltungssitz des Barnwell County. Das U.S. Census Bureau hat bei der Volkszählung 2020 eine Einwohnerzahl von 4652 ermittelt.

## Geographie
Barnwell liegt östlich des Zentrums von Barnwell County. Der Turkey Creek, ein Nebenfluss des Salkehatchie River, fließt durch die Stadt, direkt westlich des Stadtzentrums, und umfasst einen kleinen Stausee, der als Lake Brown im nördlichen Teil der Stadt bekannt ist.

## Geschichte
Im Jahr 1785 wurde der District Winton County aus einem Teil des District Orangeburg gebildet. Seinen heutigen Namen erhielt das County und die Stadt 1798, als der Bezirk und sein Sitz nach dem Milizführer John Barnwell benannt wurden. Barnwell County erstreckte sich ursprünglich vom Savannah River im Westen fast bis zum Atlantischen Ozean.
1888 wurde Barnwell durch eine von der Barnwell Railway errichtete Nebenbahn aus Blackville an das Eisenbahnnetz angeschlossen. 1891 erwarb die Carolina Midland Railway (CMR) diese Bahnstrecke und verlängerte sie südwärts bis Allendale. 1899 wurde die CMR von der Southern Railway übernommen. Ebenfalls 1899 wurde eine zweite Bahnstrecke nach Barnwell eröffnet: Die Atlantic Coast Line Railroad erweiterte ihr Netz um eine Verbindung von Denmark südwestwärts über Barnwell nach Robbins, einem heute auf dem Gelände der Savannah River Site gelegenen Punkt. Die zwei Bahnstrecken kreuzten im Südosten von Barnwell. Beide wurden in den frühen 1980er-Jahren stillgelegt und anschließend abgebaut.
Banksia Hall, Bethlehem Baptist Church, Church of the Holy Apostles Rectory, Church of the Holy Apostles, Episcopal und  Old Presbyterian Church werden im National Register of Historic Places geführt.

## Infrastruktur

### Verkehr
Der U.S. Highway 278 verläuft durch die Stadt und führt in südlicher Richtung 27 km nach Allendale und in nordwestlicher Richtung 68 km nach Augusta in Georgia.
Barnwell verfügt nordöstlich der Stadt über den Regionalflughafen Barnwell Regional Airport.

### Wirtschaft
In Barnwell befindet sich eine kerntechnische Anlage zur Wiederaufarbeitung.

## Persönlichkeiten

### Söhne und Töchter der Stadt
- James Overstreet (1773–1822), Politiker
- Samuel W. Trotti (1810–1856), Politiker
- Lewis Malone Ayer (1821–1895), Politiker, Plantagenbesitzer und Jurist
- Johnson Hagood (1829–1898), Politiker
- James O’Hanlon Patterson (1857–1911), Politiker
- Barry Miller (1864–1933), Politiker
- Troy Brown (* 1971), Footballspieler

### Persönlichkeiten, die vor Ort gewirkt haben
- Joseph Emile Harley (1880–1942), 1912 bis 1922 Bürgermeister der Stadt